# Hrabstwo Clark (Indiana)

Piramida wieku hrabstwa

Hrabstwo Clark (ang. Clark County) – hrabstwo w stanie Indiana w Stanach Zjednoczonych.

## Geografia
Według spisu z 2010 roku obszar całkowity hrabstwa obejmuje powierzchnię 376,45 mili2 (975 km²), z czego 372,86 mili2 (965,7 km²) stanowią lądy, a 3,6 mili2 (9,32 km²) stanowią wody. Według szacunków United States Census Bureau w roku 2012 miało 111 951 mieszkańców. Jego siedzibą administracyjną jest Jeffersonville.

### Miasta
- Borden
- Charlestown
- Clarksville
- Jeffersonville
- Sellersburg
- Utica

### CDP
- Henryville
- Memphis
- New Washington
- Oak Park